# Scylaticus cuneigaster
Scylaticus cuneigaster är en tvåvingeart som beskrevs av Artigas 1970. Scylaticus cuneigaster ingår i släktet Scylaticus och familjen rovflugor. Inga underarter finns listade i Catalogue of Life.